# 島根県道201号湯里停車場祖式線
島根県道201号湯里停車場祖式線（しまねけんどう201ごう ゆさとていしゃじょうそじきせん）は、島根県大田市を通る一般県道である。

## 概要
大田市温泉津町湯里（ゆざと）のJR西日本山陰本線 湯里駅から大田市祖式町に至る。

### 路線データ
- 起点：大田市温泉津町湯里（JR西日本山陰本線 湯里駅前）
- 終点：大田市祖式町（島根県道46号大田桜江線交点）
- 実延長：11.9 km
- 異常気象時通行規制区間：大田市温泉津町西田 - 大田市祖式町（5.9 km）

## 歴史
- 1959年（昭和34年）8月7日 - 島根県告示第626号により認定される。
- 1972年（昭和47年）8月1日 - 島根県の県道番号再編により現行の路線番号に変更される。
- 2005年（平成17年）10月1日 大田市と邇摩郡の全2町が対等合併して改めて大田市が発足したことに伴い全線が大田市域のみを通る路線になり、併せて起点の地名表記が変更される（邇摩郡温泉津町湯里大字湯里→大田市温泉津町湯里）。

## 路線状況
- 狭い山道が続くため大型車の通行は困難である。
- 積雪期（12月15日 - 翌年3月15日）は通行止めになる[注釈 1]。

### 道路施設

#### トンネル
- 矢滝トンネル：延長158 m、1962年（昭和37年）竣工、大田市温泉津町西田 - 大田市祖式町

## 地理

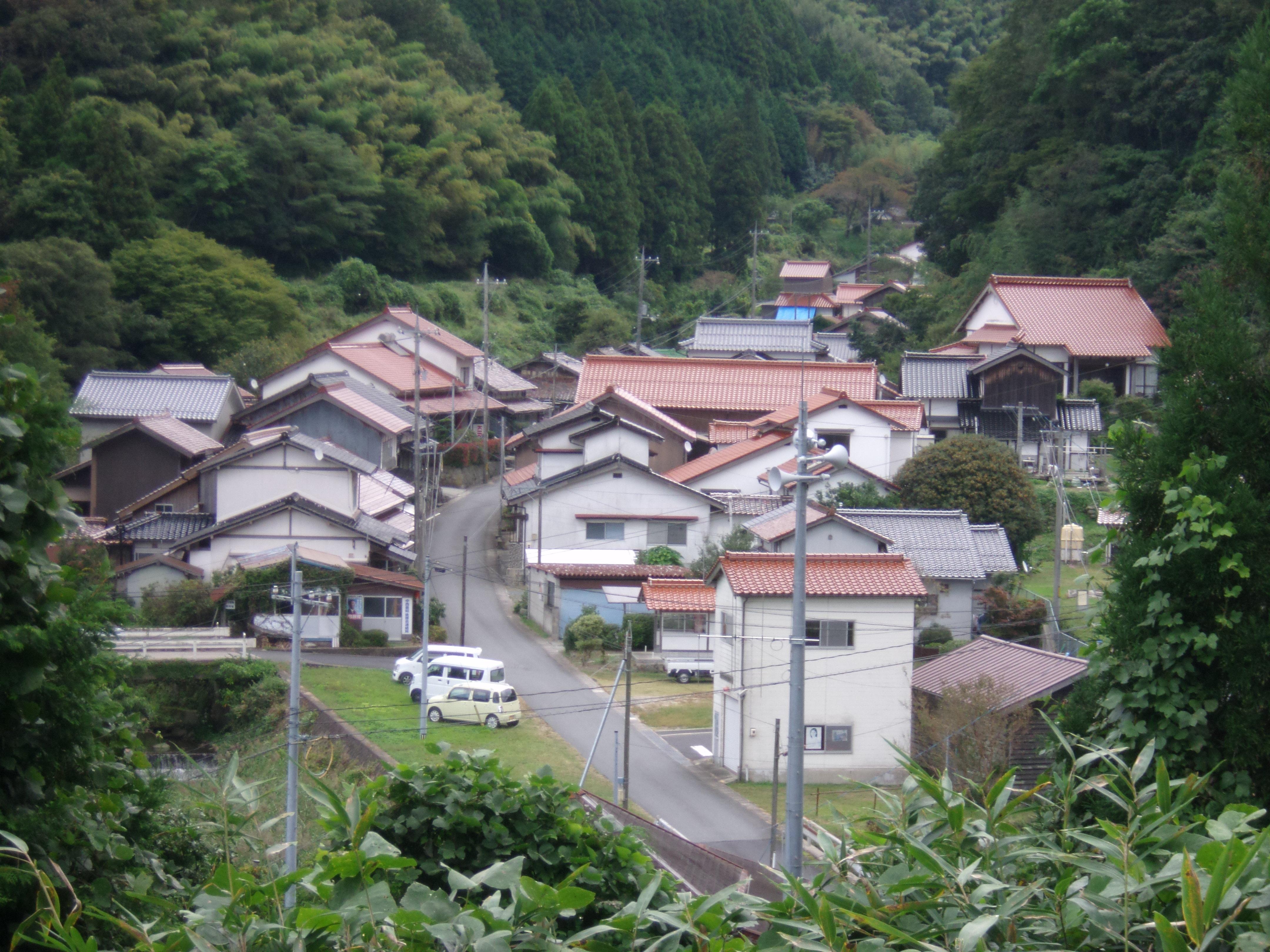
石見銀山街道・温泉津町沖泊道として西田集落を通過する島根県道201号

### 通過する自治体
- 島根県
  - 大田市

### 交差する道路
| 交差する道路             | 交差する場所           | 交差する場所 |
| ------------------------ | ---------------------- | ------------ |
| 国道9号                  | 温泉津町湯里（ゆざと） | 湯里交差点   |
| 国道9号 / 仁摩温泉津道路 | 温泉津町湯里           | [ 注釈 2 ]   |
| 島根県道46号大田桜江線   | 祖式町                 | 終点         |

### 沿線
- JR西日本山陰本線 湯里駅
- 矢滝城跡 - 戦国時代の山城の跡